# Поморски споразум
„Поморски споразум” (енгл. The Adventure of the Naval Treaty) је једна од 56 приповедака о Шерлоку Холмсу које је написао Артур Конан Дојл и једанаеста је прича у Мемоарима Шерлока Холмса. Објављена је у британском часопису The Strand Magazine у октобру и новембру 1893. године, као и америчком часопису Harper's Weekly 14. и 21. октобра.
Дојл је ову приповетку сместио на деветнаесто место на листи својих деветнаест омиљених прича о Шерлоку Холмсу.

## Радња
Доктор Вотсон добија писмо, које затим упућује Шерлоку Холмсу, од старог школског друга, Персија Фелпса, сада запосленог у Канцеларији за спољне послове из Вокинга, коме је украден важан поморски споразум из канцеларије. Његова канцеларија има два улаза, од којих је сваки спојен степеништем са једним излазом. Портир је чувао стражу на главном улазу, док на споредни улазу нико није пазио. Фелпс је знао да је Џозеф, брат његове веренице Ени Харисон, у граду и да би могао да наврати. Фелпс је био сам у канцеларији. 
Споразум је нестао док је Фелпс на тренутак касно увече изашао из своје канцеларије да провери кафу коју је наручио. Пре него што је то урадио, он је повукао врпцу звона у својој канцеларији да позове портира, а на његово изненађење уместо њега је дошла портирова жена. Најзад је отишао код портира када је требало већ неко време да стигне кафа. Нашао га је како спава са котлићем који је кључао. Међутим, није морао да га буди, јер је управо тада зазвонило звоно повезано са његовом канцеларијом. Схвативши да је неко у његовој канцеларији са споразумом још раширеним на његовом столу, Фелпс је пожурио назад и открио да је документ нестао, као и лопов.
Чинило се очигледним да је лопов ушао кроз споредни улаз; иначе би у неком тренутку прошао поред Фелпса на степеницама, а у његовој канцеларији није било скровишта. У канцеларији нису примећени отисци стопала иако је било кишно вече. Једина осумњичена у том тренутку била је портирова супруга, која је брзо изашла из зграде отприлике у исто време.
Фелпс ју је пратио са полицијом, али нису успели да пронађу документ. Остали осумњичени били су и сам портир и Фелпсов колега Чарлс Горот. Ниједан се није чинио врло вероватним осумњиченим, али полиција их је пратила обојицу, као и портирову супругу. Као што се и очекивало, нису нашли ништа.
Фелпса је овај инцидент довео у очај, а када се вратио у Вокинг, одмах је смештен у кревет у соби брата његове веренице. Тамо је остао, болестан од „мождане грознице” више од два месеца, а његов углед и част су наизглед нестали.
Холмс је прилично заинтересован за овај случај и износи низ запажања која су другима, чини се, промакла. Одсуство отисака стопала, на пример, може указивати на то да је лопов дошао кочијом. Такође је изузетна чињеница да се страшне последице које би требало да проистекну из тога што је такав споразум откривен страној влади нису догодиле за све време док је Фелпс био болестан. Такође је необично и то зашто је лопов зазвонио.
Холмс прикупља неке корисне информације у Фелпсовој кући, где су такође боравили Фелпсова вереница и њен брат. Она га негује данима док га је ноћу чувала унајмљена медицинска сестра. Џозеф такође остаје да помогне ако може.
Након што је видео Фелпса у Вокингу, Холмс је спровео неке истраге по граду. Заједно са Вотсоном посећује лорда Холдхарста, Фелпсовог стрица, министра спољних послова, који је свом нећаку поверио важан задатак копирања споразума, али Холмс га одбацује као осумњиченог и сада је сасвим сигуран да нико није могао да чује њихову расправу о задатку. Лорд Холдхарст открива Холмсу потенцијално катастрофалне последице које би могле настати ако би споразум доспео у руке француских или руских амбасада. На срећу, ништа се још није догодило, упркос томе што је прошло много недеља од крађе. Очигледно, лопов још није продао уговор, а лорд Холдхарст обавештава Холмса да његово време истиче, јер ће уговор ускоро престати да буде тајна. Холмс се пита зашто онда лопов још увек није продао уговор.
Холмс се враћа у Вокинг, не одустајући од случаја, али мора да пријави да се још није појавио никакав споразум. У међувремену, у Фелпсовој кући се догодило нешто интересантно: неко је покушао да упадне током ноћи, ни мање ни више, него у Фелпсову болесничку собу. Фелпс га је изненадио на прозору, али није могао да му види лице кроз огртач са капуљачом који је носио. Међутим, видео је провалников нож док је бежао. Ово се догодило прве ноћи када је Фелпс осетио да може да преспава без надзора медицинске сестре.
Непознато свима у овом тренутку — иако Вотсон то закључује на основу прећутности свог пријатеља — Холмс зна шта се дешава. Он наређује Ени да цео дан остане у болесничкој соби свог вереника, а затим да је остави и закључа споља када коначно оде у кревет. Ово она и ради.
Холмс проналази скровиште у близини Фелпсове куће како би чувао стражу након што је послао Вотсона и Фелпса у Лондон возом, а такође је пустио укућане да поверују да је намеравао да пође са њима, наводно да би Фелпса склонио од опасности у случају да провалник дође назад.
Холмс је чекао до око два сата ујутру, када се појавио уљез. Одлази до прозора, отвара га као и раније, отвара скривени отвор у поду и извлачи споразум. Затим иступа право назад кроз прозор и Холмс га пресреће након чега се сукобљавају, а Холмс излази као победник, али је претрпео лакше повреде.
Споразум је све време био у Фелпсовој болесничкој соби, док лопов, Џозеф, који је обично спавао у тој соби, није могао да дође до њега. Позвонио је у Фелпсовој канцеларији након што је свратио у посету, али га није нашао тамо, након чега је видео споразум и одмах схватио његову потенцијалну вредност. Његова немоћ да узме споразум из своје бивше собе објашњава зашто није било страшних политичких последица. Холмс објашњава да је Џозеф изгубио много новца на берзи, што објашњава његову потребу за новцем. Пошто је био веома очајан и себичан човек, није марио за последице које би Фелпс могао да претрпи губитком документа.
Са сопственим смислом за драматичност, Холмс је уговор буквално послужио Фелпсу као доручак следећег јутра у Улици Бејкер 221б у Лондону, где је преноћио под Вотсоновим будним надзором (иако није било опасности). Фелпс је ван себе од среће, Холмс тихо тријумфује, а Вотсон је поново запањен.
Холмс објашњава да је неколико индиција упућивало на Џозефа: лопов је добро познавао начине службе, с обзиром да је позвонио непосредно пре него што је видео споразум; Фелпс је својим рођацима показао канцеларију; Џозеф је те вечери вечерао у Лондону и отишао возом у 23:00 за Вокинг; Фелпс је очекивао да ће га сачекати за воз; крађа се догодила око 21:40 часова; била је кишна ноћ, али у ходнику или канцеларији није било мокрих трагова, па је лопов дошао превозом; а провалник који је покушао да провали у Фелпсову собу био је упознат са распоредом куће и навикама оних који су ту живели.

## Коментар
Ово је најдужа приповетка објављена у часопису The Strand Magazine пре „смрти” Шерлока Холмса у „Последњем проблему”. Као таква, првобитно је објављена у два дела.
Ова прича садржи прву референцу на приповетку „Друга мрља”, која ће бити објављена тек око 11 година касније, иако се чињенице касније написане приче разликују од оних које је Вотсон помињао у „Поморском споразуму”.

## Историја објављивања
Приповетка је објављена у Великој Британији у часопису The Strand Magazine у октобру и новембру 1893, као и у САД у часопису Harper's Weekly 14. и 21. октобра исте године. Такође је објављена у америчком издању часописа The Strand Magazine месец дана након објављивања у Великој Британији. Прича је објављена са осам илустрација Сиднеја Паџета у часопису The Strand Magazine у октобру 1893, као и са седам илустрација у новембру исте године. У часопису Harper's Weekly је објављена са две илустрације В. Х. Хајда у првом делу приче, и са још две Хајдове илустрације у другом делу. Уврштена је у збирку кратких прича Мемоари Шерлока Холмса,ref name="Cawthorne 92"/> која је објављена у децембру 1893. у Великој Британији и у фебруару 1894. у САД.

## Адаптације

### Филм и телевизија
Један од кратких филмова у серијалу филмова о Шерлоку Холмсу из 1912. заснован је на овој причи. У филму, под називом Украдени папири, Жорж Тревил је глумио Шерлока Холмса, а господин Мојз др Вотсона.
Још један кратки филм заснован на причи објављен је 1922. као део серије филмова о Шерлоку Холмсу са Еје Норвудом као Шерлоком Холмсом и Хјубертом Вилисом као др Вотсоном.
Прича је прилагођена за серију Шерлок Холмс из 1968. са Питером Кушингом. Епизода је сада изгубљена.
Прича је адаптирана 1984. као епизода „Поморски споразум” у првој сезони ТВ серије Авантуре Шерлока Холмса, у којој је глумио Џереми Брет.
„Велика игра” (2010), трећа епизода телевизијске серије Шерлок, инспирисана је овом причом, као и приповетком „Брус-Партингтонови планови”, јер се обе баве крађом владиних папира везаних за морнарицу.
„Уметност у крви” (2014), 23. епизода серије Елементарно, инспирисана је овом причом.
„Авантура стотину пуноглаваца”, епизода из 2015. луткарске телевизијске серије Шерлок Холмс, заснована је на овој причи. У епизоди, Холмс и Вотсон покушавају да поврате украдену слику која је пријављена на уметничком конкурсу. Тема такмичења су пуноглавци јер је „Пуноглавац” био надимак сер Персија Фелпса, оснивача Битон школе.

### Радио
„Поморски споразум” је адаптирала Едит Мејзер као епизоду америчке радио-серије Авантуре Шерлока Холмса са Ричардом Гордоном као Шерлоком Холмом и Лијем Ловелом као др Вотсоном. Епизода је емитована 19. јануара 1931. године. Још једна епизода адаптирана из приче емитоване у августу 1936. (са Гордоном као Холмсом и Харијем Вестом као Вотсоном).
Мејзерова је такође адаптирала причу као епизоду из 1940. америчке радио-серије Нове авантуре Шерлока Холмса са Бејзилом Ратбоном као Холмсом и Најџелом Брусом као Вотсоном. Прича је такође адаптирана као епизода под називом „Случај украденог поморског споразума” која је емитована 1947. (са Џоном Стенлијем као Холмсом и Алфредом Ширлијем као Вотсоном).
Радио-драматизација „Поморског споразума” емитована је на станици BBC Home Service 1952. године, као део радио-серије из 1952–1969, у којој су глумили Карлтон Хобс као Холмс и Норман Шели као Вотсон. Продукцију је адаптирао Феликс Фелтон. Још једна драматизација, коју је такође адаптирао Фелтон и у којој су глумили Хобс и Шели са другом споредном глумачком екипом, емитована је 1957. на истој станици. Другачија радио верзија „Поморског споразума” коју је адаптирао Мајкл Хардвик емитована је на BBC Light програму 1960. године, а Хобс и Шели су поново глумили Холмса, односно Вотсона.
Адаптација приче емитована на BBC радију 1978. са Баријем Фостером у улози Холмса и Дејвидом Баком као Вотсоном.
Прича је адаптирана као епизода серије CBS Radio Mystery Theater под називом „Поморски споразум”. Епизода, у којој су Гордон Гулд као Шерлок Холмс и Бернард Грант као др Вотсон, први пут је емитована у априлу 1982. године.
„Поморски споразум” је драматизован за BBC Radio 4 током 1992. године од стране Дејвида Ештона као део радио-серије из 1989–1998. у којој су глумили Клајв Мерисон као Холмс и Мајкл Вилијамс као Вотсон. Поред њих су глумили Патрик Малахајд као Перси Фелпс, Брет Ашер као лорд Холдхарст, Норман Џоунс као господин Танџи и Петра Маркам као госпођица Танџи.
Епизода Класичних авантура Шерлока Холмса из 2014. године, серијала у америчкој радио-емисији Imagination Theatre, адаптирана је из ове приче, са Џоном Патриком Лоуријем као Холмсом и Лоренсом Албертом као Вотсоном.